# Stephanskirche (Schweinsberg)

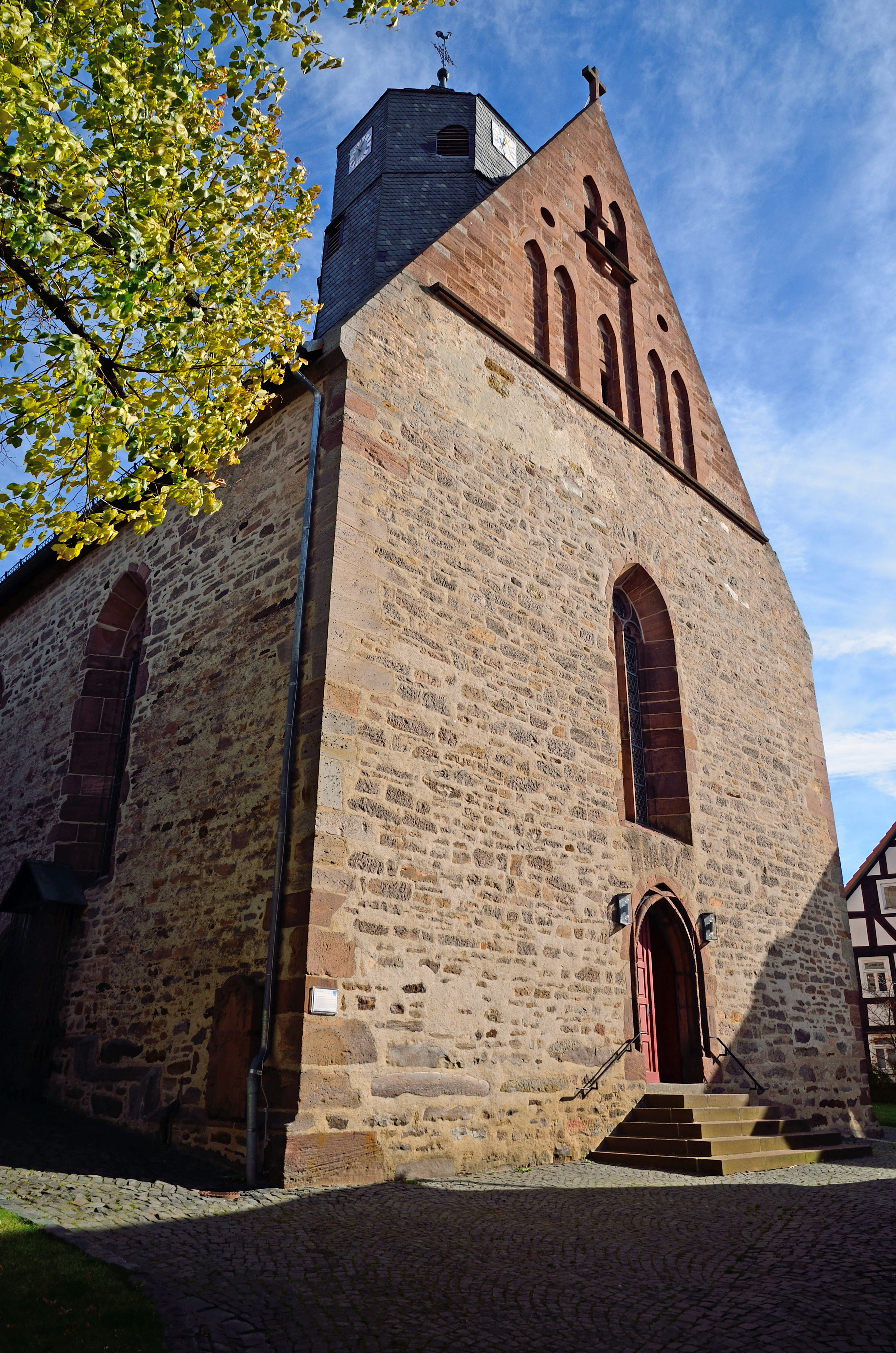
Stephanskirche Schweinsberg, Ansicht von Nordwesten

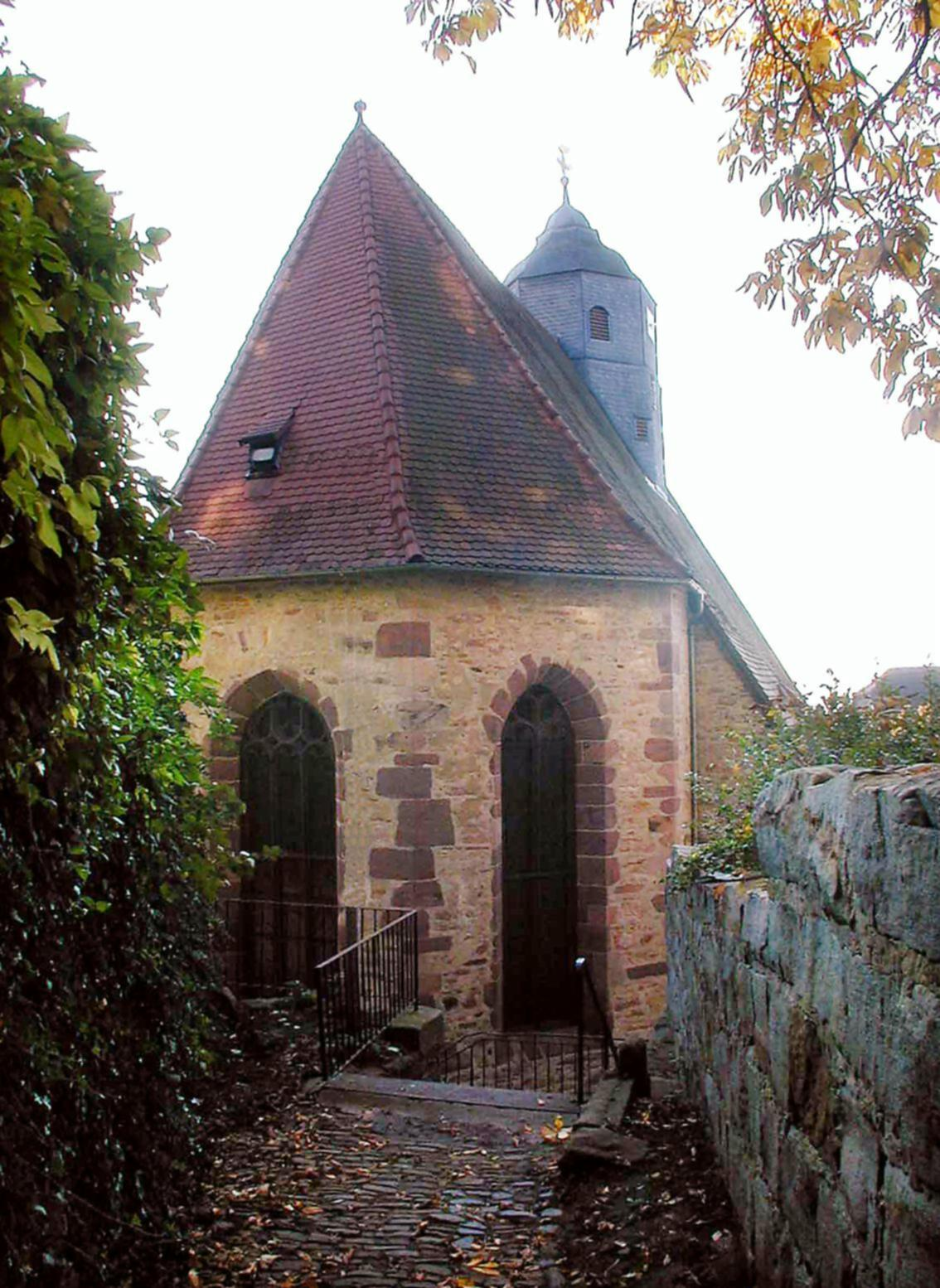
Ansicht von Südwesten

Die Stephanskirche ist eine evangelische Kirche im Stadtallendorfer Ortsteil Schweinsberg. Die Kirchengemeinde gehört zum Kirchenkreis Kirchhain im Sprengel Marburg der Evangelischen Kirche von Kurhessen-Waldeck.

## Geschichte
Die Kirche wurde im Jahr 1506 erbaut. Während des Dreißigjährigen Kriegs brannte die Kirche im Jahr 1633 nieder und wurde erst in den Jahren von 1657 bis 1664 wieder aufgebaut. Von 1989 bis 2000 wurde die Stephanskirche mit finanzieller Unterstützung der Evangelischen Kirche von Kurhessen-Waldeck, der Stadt Stadtallendorf und des Landes Hessen umfassend renoviert.

## Gebäude
Die Stephanskirche ist eine dreischiffige gotische Hallenkirche. Aufgrund der beengten Lage zwischen der Burg im Osten und der Stadt im Westen hat das Kirchenschiff nicht die erforderliche Länge, sondern eine beinahe quadratische Form. Der höher gelegene Chorraum ist breiter als das Mittelschiff und endet mit einem 5/8-Schluss. Das hohe steile Kirchendach trägt einen gedrungenen Dachreiter mit vier Glocken, deren älteste 1680 gegossen wurde. An der Außenwand der Kirche steht der Grabstein des Rechtsgelehrten, Genealogen und Wegbereiters der modernen Heraldik Johann Georg Estor, der 1699 in Schweinsberg geboren wurde.

## Innenraum und Ausstattung

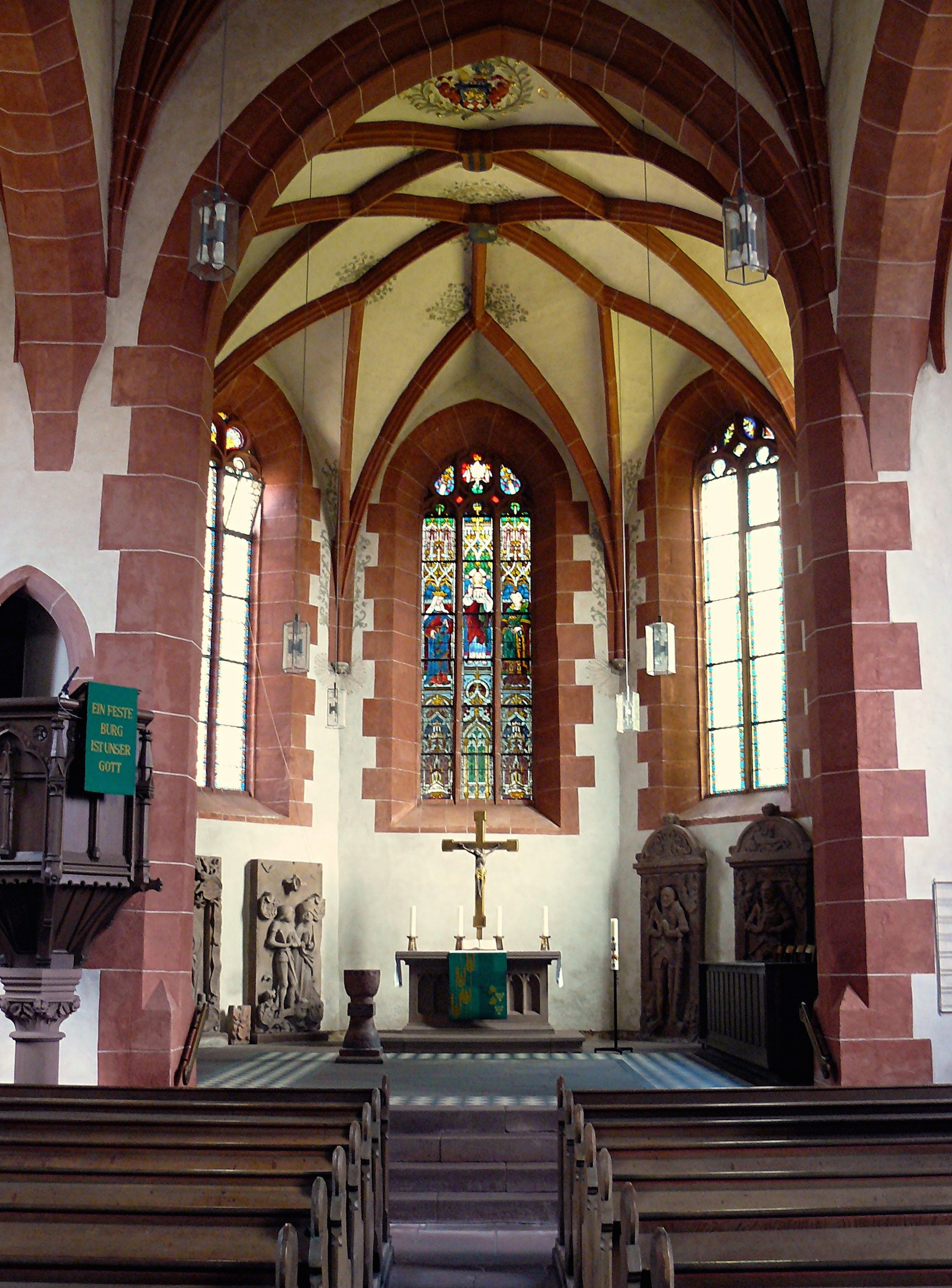
Chorraum der Evangelischen Stephanskirche zu Schweinsberg

Der Altar stammt aus dem Jahre 1885, das Kruzifix aus vorreformatorischer Zeit. Das Buntfenster zeigt im Mittelteil Christus als Weltenrichter, auf der linken Seite die heilige Elisabeth und das Rosenwunder und rechts den Kirchenpatron Stephanus mit einem Stein vor der Stirn, dem Symbol seines Martyriums.
Über dem Hauptportal im Westen wurde im 20. Jahrhundert eine Empore errichtet, auf dieser befindet sich die im Jahr 1957 erbaute Orgel.
Das Sterngewölbe des Mittelschiffs und das Netzgewölbe der Seitenschiffe werden von vier Achteckpfeilern getragen. Die zweifach gekehlten Rippen des Gewölbes ruhen auf Konsolen, die als Köpfe gestaltet sind. Fünf verschieden große Sakraments- und Reliquiarnischen verweisen auf eine katholische Tradition des Kirchenbaus.